# Klaus Zschunke

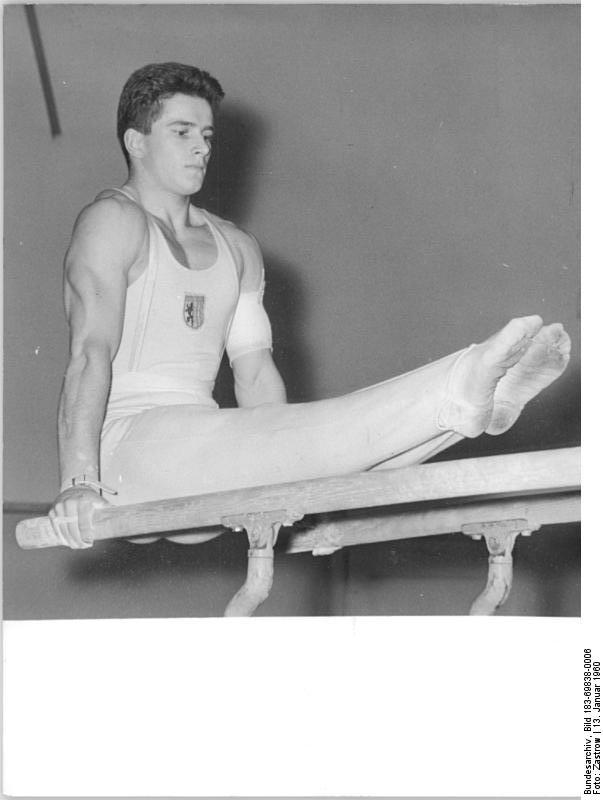
Zschunke 1960 im Leipzig

Klaus Zschunke (* 27. Juli 1934 in Pirna; † 15. September 2002 in Gummersbach-Hülsenbusch) war ein deutscher Kunstturner und Turnfunktionär sowie Mathematikprofessor.

## Leben
Klaus Zschunke studierte in Leipzig Mathematik.
1955 wurde er in Magdeburg DDR-Meister am Boden und gehörte 1958 zum ersten WM-Aufgebot des DTV der DDR in Moskau, wo er den 9. Platz belegte. Insgesamt siebenmal turnte er in der DDR-Länderkampfriege. 1958 war er gegen Jugoslawien, Ungarn (beide in Berlin), erneut gegen Jugoslawien (in Belgrad) und Aserbaidschan (erneut in Berlin) eingesetzt. Gegen Aserbaidschan wurde er Mehrkampfsieger. Es folgten seinen WM-Teilnahmen 1960 gegen die CSR (in Berlin), gegen Ungarn (in Budapest) und gegen Polen (in Warschau).
1960 flüchtete er gemeinsam mit Eduard Friedrich aus der DDR und setzte seine Turnkarriere in Köln erfolgreich fort. So war er von 1961 bis 1963 noch mal für den DTV international bei einem A-Länderkampf gegen Finnland und die Schweiz und drei B-Länderkämpfen aktiv. Mit einem 5. Platz bei der Deutschen Meisterschaft in Weinheim konnte er sich 1962 für die WM in Prag qualifizieren. Da ihm aufgrund der Flucht aus der DDR nicht die Sicherheit für eine Rückreise in die BRD gegeben werden konnte, zog er die Qualifikation zurück und startete nicht in Ungarn.
Zschunke begründete die Turnfachzeitschrift Gerätturnen aktuell, die er von 1981 bis 1989 leitete. Sie war der Vorläufer der heutigen Zeitschrift Leon.
Er war Präsidiumsmitglied der Deutschen Kunstturnliga Männer (DKLm) und der daraus hervorgegangenen Deutschen Turnliga. Von 1968 bis 1972 war er Landesturnwart Kunstturnen des Rheinischen Turnerbundes sowie DTB-Bundesfachwart.
Klaus Zschunke arbeitete viele Jahre als Mathematik-Professor an der Fachhochschule Köln. 1999 ging er in den Ruhestand und starb 2002 nach langer, schwere Krankheit im Alter von 68 Jahren.
Er war verheiratet und hatte drei Kinder. Seine beiden Söhne, Oliver (Speerwurf) und Rasmus (Turner, u. a. in der 2. DTL-Bundesliga aktiv), wurden auch Leistungssportler.